# Per Olof Forshell
Per Olof Viktor Forshell, född 23 maj 1928, död 14 oktober 1991, var en svensk diplomat. Han tjänstgjorde på Utrikesdepartementet och var bland annat ambassadör i Reykjavik.

## Tjänsteförteckning
- Attaché UD 1954, Rom 1955, FN:s Europakontor i Genève 1958
- 2:e sekr UD 1960, 1:e byråsekreterare 1963, byrådirektör 1964
- 1:e ambassadsekr FN-representationen New York 1964
- Departementssekr UD 1969
- Generalkonsul Minneapolis 1973
- Minister OECD-Delegationen Paris 1977
- Sakkunnig UD 1981
- Ambassadör Reykjavik 1987